# سيسلي بيرل بلير
سيسلي بيرل بلير، هيبتون قبل الزواج، (20 مايو 1926 - 14 فبراير 2005) طبيبة جلد بريطانية. اكتشفت أن الأشخاص الذين يعانون من المهق لا يواجهون مشكلة الرؤوس السوداء لأنهم لا ينتجون الميلانين أو الصبغة التي تحوّل الزؤانات لسوداء.  كتبت عن الطفح الجلدي الناجم عن يرقات العثة بنية الذيل. بعد تقاعدها، انتقلت للمجال الفني وخاصة صياغة الفضة، وصممت قلادة لرئيس الجمعية البريطانية للأمراض الجلدية.

## حياتها المبكرة
وُلدت بلير سيسيلي بيرل هوبتون في 20 مايو 1926 في هدرسفيلد، غرب يوركشير، إنكلترا. كان والدها، جون إسحاق هوبتون، ووالدتها من المعلمين.  التحقت بثانوية جرينهيد في هدرسفيلد قبل أن تدرس في كلية الطب بالمستشفى الملكي المجاني في لندن. أجيزت طبيبةً عام 1951 وشغلت مناصب عديدة بداية في المستشفى الملكي المجاني، ثم في مستشفى لندن اليهودي. تزوجت هنري بلير عام 1954، وانتقل الزوجان لممارسة مهنة الطب العام في تشينغفورد، شرق لندن حيث استمرا في العمل لمدة 15 عامًا. [2] ترك الزوجان ممارسة الطب سنة للتركيز على المجال البحثي، فعملت سيسلي على الأمراض الجلدية بينما انشغل هنري بأمراض الحساسية.

## طب الجلد
تركت بلير عملها طبيبة عامة سنة 1969 للتركيز على دراسة الأمراض الجلدية. شغلت خلال السنوات القليلة التالية عددًا من المناصب منها عملها مساعدة باحث في مستشفى سانت بارثولوميو. أثناء عملها هناك، ركزت على الأبحاث المتعلقة بحب الشباب، واكتشفت أن الصبغة في زؤانات الرؤوس السوداء هي الميلانين، وبالتالي فإن مرضى المهق لا يمكن أن يعانوا من الرؤوس السوداء.
عام 1974 أصبحت مستشارة في مستشفى أولدتشيرش في رومفورد. واصلت أبحاثها هناك فنشرت ورقة عن الطفح الجلدي الذي تسببه يرقات العثة بنية الذيل. أثناء وجودها في أولدتشيرش، نشطت بلير في جمع التبرعات لقسم الأمراض الجلدية، وقد كانت صاحبة الفضل في العديد من النشاطات التي أجريت هناك، ما مكّن المستشفى من شراء جهازٍ باهظ الثمن للعلاج بالسورالين والأشعة فوق البنفسجية.

## تقاعدها
توفي زوجها هنري عام 1984، ولأنهما لم ينجبا أي أطفال، كانت الفرصة سانحة لها للتركيز على اهتماماتها الخاصة عندما تقاعدت. أصبحت من صاغة الفضة الهواة وفازت بجوائز عديدة بسبب منحوتاتها وصنعت قلادة لرئيس الجمعية البريطانية للأمراض الجلدية. انضمت إلى مجتمع الفن الطبي رسامةً وقضت وقتًا في تصوير النباتات والحيوانات خاصة في جزرغالاباغوس والفوكلاند. توفيت بلير وعمرها 78 سنة في 14 فبراير 2005 في لندن بعد تعرضها لحادث.

## أعمالها وأوراقها البحثية
كان لسيسلي بيرل أكثر من 8 ورقات بحثية في عدة دوريات علمية شهيرة أبرزها المجلة البريطانية لطب الجلد.
- نشرت بالشراكة مع زوجها في 6 يونيو 1968 ورقة في المجلة البريطانية لطب الجلد بعنوان «استبدال الخلايا في الطبقة المتقرنة لدى البشر المتقدمين بالسن».
- نشرت في 7 يوليو 1968 ورقة في المجلة البريطانية لطب الجلد بعنوان «مورفولوجيا وسماكة الطبقة المتقرنة لدى البشر».
- نشرت في 8 أغسطس 1968 ورقة علمية في المجلة البريطانية لطب الجلد بعنوان: «سماكة الطبقة المتقرنة في حب الشباب».
- نشرت في 6 يونيو 1970 ورقة علمية في المجلة البريطانية لطب الجلد بعنوان: «صبغة حب الشباب».
- نشرت في 3 سبتمبر 1970 ورقة علمية في المجلة البريطانية لطب الجلد بعنوان «التقران الوعائي في الفرج».
- نشرت في 2 فبراير 1976 ورقة علمية في المجلة البريطانية لطب الجلد بعنوان «مفعول مرهم اليوريا – حمض اللاكتيك على السُماك».
- نشرت في 2 يونيو 1979 في مجلة طب الجلد العيادي  والتجريبي بعنوان: «العثة بنية الذنب، يرقتها وطفحها الجلدي».